# Polystichum obliquum
Polystichum obliquum är en träjonväxtart som först beskrevs av David Don, och fick sitt nu gällande namn av Moore. Polystichum obliquum ingår i släktet Polystichum och familjen Dryopteridaceae. Inga underarter finns listade.